# (5525) 1991 TS4
(5525) 1991 TS4 là một tiểu hành tinh vành đai chính. Nó được phát hiện bởi Nobuhiro Kawasato ở Uenohara Observatory ngày 15 tháng 10 năm 1991.